# 박승리
박승리(朴昇利, 1993년 1월 18일~)는 재일 한국인 축구 선수이다. 포지션은 골키퍼이다. 현재 J2리그의 아술 클라로 누마즈 소속이다.